# 中島昌利
中島 昌利（なかじま まさとし、1952年1月22日 - ）は、日本の漫画家。東京都葛飾区出身。

## 人物
- かつて石森章太郎（後「石ノ森」名義）のアシスタントを務め、同氏原作の漫画作品を多く手掛ける。
- オートバイや自動車、飛行機等の乗り物が大好きであり、若い頃には小排気量の単車の足回りを他車から流用して遊んでいた程の単車好きである。
- またメカの類いも好きで、PCはMacを愛用している。

## 作品リスト
- キューティーハニー（原作：永井豪、テレビランド 1973年11月号 - 1974年3月号連載）
- がんばれ!!ロボコン（原作：石森章太郎、小学4年生 1974年10月号 - 1976年3月号連載）
- 未来救助隊アスガード7（原作：石森章太郎、4年の科学 1975年4月号 - 1976年3月号連載）
- 宇宙人トッカン・プックン（テレビランド 1975年10月号 - 1976年4月号連載）
- 原人ロック（小学4年生 1976年1月号 - 1976年8月号連載）
- 西遊記 孫悟空の大冒険（原作：呉承恩、学研まんが 1979年）
- 猿飛佐助（学研まんが 1980年）
- ロボット8ちゃん（原作：石森章太郎、テレビマガジン 1981年 - 1982年連載）
- SPハーレー（原作：石森章太郎、4年の科学 連載）
- チクタク大冒険（原作：石森章太郎、4年の科学 1985年まで連載）
- タイガーマスクの秘密（二見書房 1981年）
- からだなぜなぜ110番 （学研まんが110番シリーズ 1981年）
- 恐竜なぜなぜ110番 （学研まんが110番シリーズ 1982年）
- バッテンロボ丸（原作：石森章太郎、テレビマガジン 1982年 - 1983年連載）
- 学園仕置き 風（原作：武石正道、コミックボンボン 1982年7月号 - 1982年9月号連載）
- スプーンおばさん（学研まんが 1983年）
- 思いつきが金（マネ－）になる企画術（原作：高橋廸良、徳間書店 1988年）
- たけくらべ（原作：樋口一葉、ぎょうせい 1991年）
- 野菊の墓（原作：伊藤左千夫、ぎょうせい 1992年）
- 1年生のさんすうのひみつ（学研まんが 1992年）
- 嫌われない男の性（東京経済 1993年）
- 愛される女の性（東京経済 1994年）
- 男の美学（海苑社 1998年）
- 女の美学（海苑社 1999年）

## エピソード

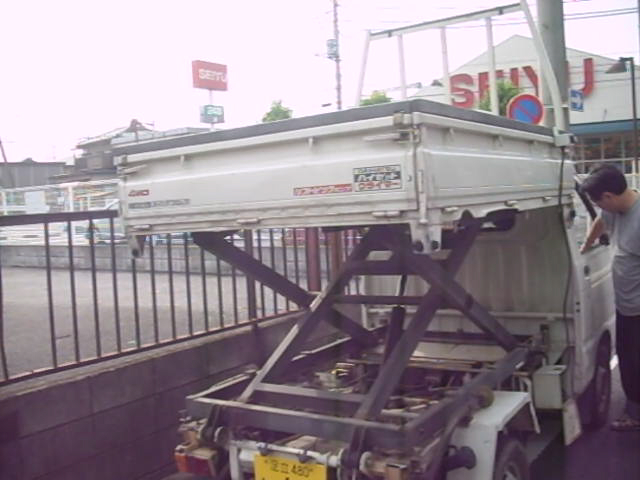
S83 ハイゼットクライマー4WD リフトピックダンプ

- マンションとアパートを経営する。かつては漫画家仲間の広井てつおが住んでいた事があった。お互い単車が好きなのを通じて仲間になった。
- ある日、広島の知人を訪ねる為に、ホンダ･CB250EXでツーリングに出る。ところが箱根の山でエンジンが故障、近くのバイク屋に「これあげる」と言ってナンバープレートを外して置いて、電車で帰った。故障の原因は、灯油でどこまで走れるのかを実験していたらしい。
- 『仮面ライダーV3』を途中から描き、『仮面ライダーアマゾン』まで描いていた時期があった。特に単車のフォルムにはこだわり、丁寧に仕上げていた。
- 健康にはとても気を使う。毎日1時間ほど音楽や落語を聴きながらウォーキングしている。タバコは吸わない。
- 2010年6月に、1993年型ダイハツ S83 ハイゼットクライマー4WD リフトピックダンプと言う特殊な架装車を購入した。
- 2010年12月14日に発売された『ミスターバイクBG』2011年1月号の38～39ページに、中島と共に愛車であるスズキ・GSX1100S刀とダイハツ・ハイゼットクライマー4WD リフトピックダンプの写真が掲載された。また、中島のコメントに書き下ろしの4コマ漫画も掲載された。
- 共に石森のアシスタントを務めた山田ゴロと親しく、山田に「親友」と言わせる程である。二人の出会いは「山田ゴロ#関連人物」を参照。

## 師匠
- 石ノ森章太郎
- すがやみつる